# Невідома планета
Невідома планета (англ. Planet Unknown) — настільна гра авторів Раян Ламберт та Адам Реберг, розроблена видавництвом Adam's Apple Games і вперше випущена англійською мовою у 2022 році. Гра також була ліцензована та видана кількома іншими видавництвами у світі, зокрема в Україні видавництвом Geekach Games. Тема гри базується на дослідженні науково-фантастичних планет, де гравці збирають ресурси для Землі.
У травні 2023 року гра була номінована на Kennerspiel des Jahres разом з іграми Challengers! та Iki – Майстри та торговці Едо, проте перемогу здобула Challengers!. У жовтні того ж року гра отримала нагороду Deutscher Spiele Preis.

## Ігрові матеріали
Невідома планета — це настільна гра, в якій гравці досліджують невідомі планети. За допомогою тайлів гравці досліджують ландшафти та ресурси планет, а також керують марсоходами, які збирають метеорити та рятувальні капсули. Гравці отримують переможні очки у вигляді медалей за виконання різних дій, а переможцем стає той, хто накопичить найбільше медалей.
До складу гри входять:
- Космічна станція зі 144 тайлами у 12 різних формах,
- Шість двосторонніх планет,
- Шість двосторонніх корпоративних планшетів,
- 30 маркерів ресурсів п'яти кольорів,
- 14 марсоходів,
- 36 рятувальних капсул,
- 60 метеоритів,
- 60 бонусних тайлів з біомасою,
- 12 маркерів секторів,
- Маркер командування,
- 36 карт населення чотирьох рівнів,
- 28 карт цілей,
- 60 карт подій і
- Блокнот для підрахунку очок.

## Ігровий процес

### Підготовка до гри
Космічну станцію з перемішаними тайлами ландшафтів розміщують у центрі столу. Кожен гравець отримує планету і корпоративний планшет. Тайли і планшети в базовій грі однакові для всіх. Гравці обирають колір і отримують два маркери секторів. Один маркер використовується для позначення сектора поза космічною станцією, інший — для позначення корпоративного планшета. Також кожен гравець отримує по п'ять маркерів ресурсів різних кольорів, які ставляться на стартові позиції ресурсної шкали. Гравці отримують кількість рятувальних капсул, що вказані на їхній планеті (6 для стандартної планети), а також марсоходи відповідно до корпоративного планшета (2 для стандартної корпорації), які розміщуються на планеті.
Карти населення для кожного рівня перемішуються та викладаються в центрі столу, так само як астероїди та бонусні тайли. Цілі викладаються між гравцями. Визначається перший гравець, який отримує маркер командування.

### Основні правила гри
Гравець з маркером командування починає раунд, повертаючи космічну станцію так, щоб кожному сектору був призначений тайл. Гравці обирають тайл з відповідного сектора і розміщують його на своїй планеті. Перший тайл повинен бути розміщений на краю планети, а наступні — дотикатися до попередніх. Тайли не можна перекривати або виходити за межі планети. Якщо тайл накладається на марсохід або рятувальну капсулу, вони знищуються.
Кожен тайл містить два типи ландшафту та ресурси. Після розміщення тайла гравці отримують ці ресурси й позначають їх на своєму корпоративному планшеті. Якщо на тайлі є метеорит, він також розміщується на відповідному полі.

### Кінець гри
Гра завершується, коли:
1. Гравець не може розмістити тайл за правилами.
2. У секторі космічної станції закінчилися тайли.

Після цього підраховуються медалі за закриті ряди, ресурси та виконані цілі. Перемагає гравець з найбільшою кількістю медалей.

## Версії та відгуки
Невідома планета була розроблена авторами настільних ігор Раян Ламберт та Адам Реберг і випущена видавництвом Adam's Apple Games англійською мовою у 2022 році. У тому ж році гра була видана кількома міжнародними видавництвами на іспанській, угорській, російській та китайській мовах, а у 2023 році її випустили німецькою, польською, чеською, українською та корейською мовами.
Гра отримала переважно позитивні відгуки критиків. Ігровий критик Гаральд Шраперс у своєму блозі games we play зазначив, що гра «хоч і не є особливо оригінальною — її елементи відомі, але загальний результат [є] переконливим». Він оцінив її у шість балів з шести і додав, що гра «дивовижно проста для пояснення, тому люди з невеликим ігровим досвідом легко втягуються у процес». Удо Бартш назвав її «привабливою», однак зазначив, що «гра не є досконалою. З ідеї гри, на його думку, можна було б витиснути більше».
У травні 2023 року Невідома планета була номінована на премію Kennerspiel des Jahres разом з іграми Challengers! та Iki – Майстри та торговці Едо. Журі конкурсу написало:
Ті, хто бачать «Невідому планету», одразу хочуть приєднатися: обертовий ігровий диск у центрі столу обіцяє захоплюючу гру – і вона такою і є. Гра чудово працює як для двох, так і для шести гравців, оскільки всі діють одночасно. Унікальне поєднання розміщення тайлів і виконання дій приносить відчуття задоволення. Модульна структура гри надає гнучкі випробування як для новачків, так і для досвідчених гравців.
У жовтні того ж року гра Невідома планета була удостоєна нагороди Deutscher Spiele Preis.